# Gobierno Christodoulídis
El Gobierno Christodoulídis es el gabinete ministerial actualmente gobernante en Chipre. Prestó juramento el 1 de marzo de 2023, siendo encabezado por el presidente Níkos Christodoulídis. Es el 14.º Gobierno de Chipre.
En la Cámara de Representantes, el Gobierno está en coalición minoritaria con el Partido Democrático (DIKO), Movimiento por la Socialdemocracia (EDEK) y el Frente Democrático (DiPa).
El Gabinete está compuesto por Ministros afiliados a los partidos de coalición representados en la Cámara de Representantes, con la incorporación del partido Movimiento Solidaridad (KA) (que perdió todos sus escaños en las elecciones de 2021). Cabe destacar que algunos ministros son miembros de Agrupación Democrática (DISY), uno de los principales partidos de oposición.
La ceremonia de toma de posesión del nuevo Presidente se llevó a cabo el 28 de febrero de 2023 en sesión extraordinaria de la Cámara de Representantes.

## Gabinete Ministerial
Agrupación Democrática
     Partido Democrático
     Movimiento Solidaridad
     Movimiento por la Socialdemocracia
     Movimiento de Ecologistas - Cooperación Ciudadana
     Independientes

### Presidente de la República de Chipre
| Fotografía | Presidente            | Período               | Período     | Partido | Partido |
| Fotografía | Presidente            | Inicio                | Fin         | Partido | Partido |
| ---------- | --------------------- | --------------------- | ----------- | ------- | ------- |
|            | Níkos Christodoulídis | 28 de febrero de 2023 | En el cargo |         | Ind     |

### Ministerios
| Ministerio                                     | Fotografía | Titular                  | Período             | Período             | Partido | Partido |
| Ministerio                                     | Fotografía | Titular                  | Inicio              | Fin                 | Partido | Partido |
| ---------------------------------------------- | ---------- | ------------------------ | ------------------- | ------------------- | ------- | ------- |
| Agricultura, Desarrollo Rural y Medio Ambiente |            | Petros Xenophontos       | 1 de marzo de 2023  | 10 de enero de 2024 |         | Ind     |
| Agricultura, Desarrollo Rural y Medio Ambiente |            | Maria Panayiotou         | 10 de enero de 2024 | En el cargo         |         | EDEK    |
| Defensa                                        |            | Michalis Giorgallas      | 1 de marzo de 2023  | 10 de enero de 2024 |         | KA      |
| Defensa                                        |            | Vasilis Palmas           | 10 de enero de 2024 | En el cargo         |         |         |
| Educación, Juventud y Deportes                 |            | Athena Michailidou       | 1 de marzo de 2023  | En el cargo         |         | Ind     |
| Energía, Comercio e Industria                  |            | George Papanastasiou     | 1 de marzo de 2023  | En el cargo         |         | Ind     |
| Finanzas                                       |            | Makis Keravnos           | 1 de marzo de 2023  | En el cargo         |         |         |
| Interior                                       |            | Konstantinos Ioannou     | 1 de marzo de 2023  | En el cargo         |         | DISY    |
| Justicia y Orden Público                       |            | Anna Koukidis-Prokopiou  | 1 de marzo de 2023  | 10 de enero de 2024 |         |         |
| Justicia y Orden Público                       |            | Marios Hartsiotis        | 10 de enero de 2024 | En el cargo         |         | Ind     |
| Portavoz del Gobierno                          |            | Konstantinos Letympiotis | 1 de marzo de 2023  | En el cargo         |         | DISY    |
| Relaciones Exteriores                          |            | Konstantinos Kombos      | 1 de marzo de 2023  | En el cargo         |         | Ind     |
| Salud                                          |            | Popi Kanaris             | 1 de marzo de 2023  | 10 de enero de 2024 |         | Ind     |
| Salud                                          |            | Michalis Damianos        | 10 de enero de 2024 | En el cargo         |         |         |
| Trabajo y Previsión Social                     |            | Giannis Panagiotou       | 1 de marzo de 2023  | En el cargo         |         |         |
| Transportes, Comunicaciones y Obras            |            | Alexis Vafiadis          | 1 de marzo de 2023  | En el cargo         |         | DISY    |

### Viceministerios
| Viceministerio                               | Fotografía | Titular                | Período             | Período             | Partido | Partido |
| Viceministerio                               | Fotografía | Titular                | Inicio              | Fin                 | Partido | Partido |
| -------------------------------------------- | ---------- | ---------------------- | ------------------- | ------------------- | ------- | ------- |
| Bienestar Social                             |            | Marilena Evangelou     | 1 de marzo de 2023  | En el cargo         |         | Ind     |
| Cultura                                      |            | Michális Chatzigiánnis | 1 de marzo de 2023  | 11 de julio de 2023 |         | DISY    |
| Cultura                                      |            | Vasiliki Kassianidou   | 11 de julio de 2023 | En el cargo         |         | Ind     |
| Investigación, Innovación y Política Digital |            | Philip Hadzizacharia   | 1 de marzo de 2023  | 10 de enero de 2024 |         | Ind     |
| Investigación, Innovación y Política Digital |            | Nikodimos Damianou     | 10 de enero de 2024 | En el cargo         |         | Ind     |
| Navegación                                   |            | Marina Hatzimanoli     | 1 de marzo de 2023  | En el cargo         |         | DISY    |
| Presidencia                                  |            | Irini Piki             | 1 de marzo de 2023  | En el cargo         |         | Ind     |
| Turismo                                      |            | Kostas Koumis          | 1 de marzo de 2023  | En el cargo         |         | DISY    |
| Viceportavoz del Gobierno                    |            | Doxa Komodoromou       | 1 de marzo de 2023  | En el cargo         |         | DISY    |

### Comisarías
| Ministerio         | Fotografía | Titular            | Período             | Período             | Partido | Partido |
| Ministerio         | Fotografía | Titular            | Inicio              | Fin                 | Partido | Partido |
| ------------------ | ---------- | ------------------ | ------------------- | ------------------- | ------- | ------- |
| Igualdad de Género |            | Jozi Christodoulou | 1 de marzo de 2023  | En el cargo         |         | Ind     |
| Medio Ambiente     |            | Maria Panagiotou   | 1 de marzo de 2023  | 10 de enero de 2024 |         | EDEK    |
| Medio Ambiente     |            | Antonia Theodosiou | 10 de enero de 2024 | En el cargo         |         | KOSP    |